# バクテロイデス属
バクテロイデス属(genus Bacteroides)はバクテロイデス門バクテロイデス綱バクテロイデス目バクテロイデス科の細菌の属である。

## 概要
グラム陰性の偏性嫌気性非芽胞形成桿菌。菌種によって運動性のあるものとないものに分かれる。GC比は40から48%で、細胞膜にスフィンゴ脂質が含まれているという特徴がある。現在、39種 (分類学)が知られている。
難消化性のフラクトオリゴ糖および単糖（GF2 および GF3など）を代謝して栄養源（資化）としており、口腔内から腸内細菌叢を構成する細菌の優勢菌のひとつで大量に存在する。人間の大便には1gあたり100億から1000億匹存在する。
基本的には病気の原因とはならないが、日和見感染症の原因となる細菌のひとつである。エリスロマイシンやテトラサイクリンなどの抗生物質に耐性を示す菌株が増えており、薬剤耐性遺伝子のプールとなることが懸念されている。しかし、バクテロイデス属菌は腸管免疫系に対して免疫修飾作用を有する。更に、小腸パイエル板に対するIgA産生誘導能は Lactobacillus属よりも高いとされている。また、バクテロイデス属菌の菌体成分が作用する免疫修飾は抗原提示細胞を介したT細胞応答の活性化や炎症反応の制御などが行われ、宿主生体の生理機能にも影響を与えていると考える研究者もいる。
かつて、黒色色素産生性偏性嫌気性菌のポルフィロモナス・ジンジバリス（Porphyromonas gingivalis）（旧分類名：Bacteroides gingivalis）は、歯周病の原因菌としてバクテロイデス属に分類されていた。
かつて、バクテロイデス属とされたポカエイコラ・プレビウス（Phocaeicola plebeius）は、海藻に含まれる食物繊維を分解できる酵素であるポルフィラナーゼを作ることができる。海苔を食べる習慣のある日本人にはこの菌が腸内細菌として生息している場合が多い。